# M/S Linea
Linea, färja 277, är en av Trafikverket Färjerederiets färjor. Den går på Tynningöleden.
Linea användes som tillfällig pontonbro över Göta älv i Vänersborg under tiden man reparerade Dalbobron från slutet av augusti till september 2011.

## Bilder

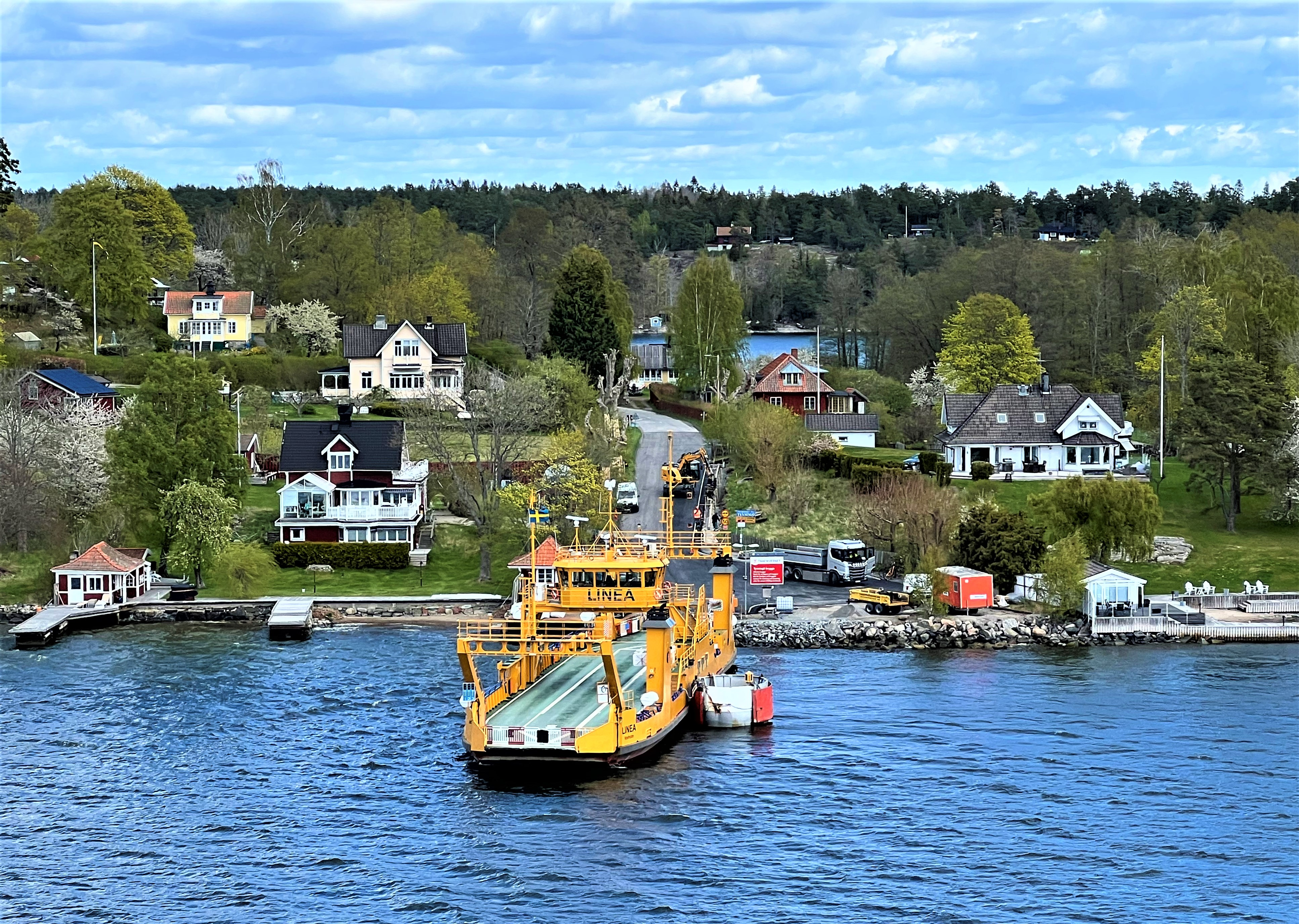
Linea vid Tynningö färjeläge
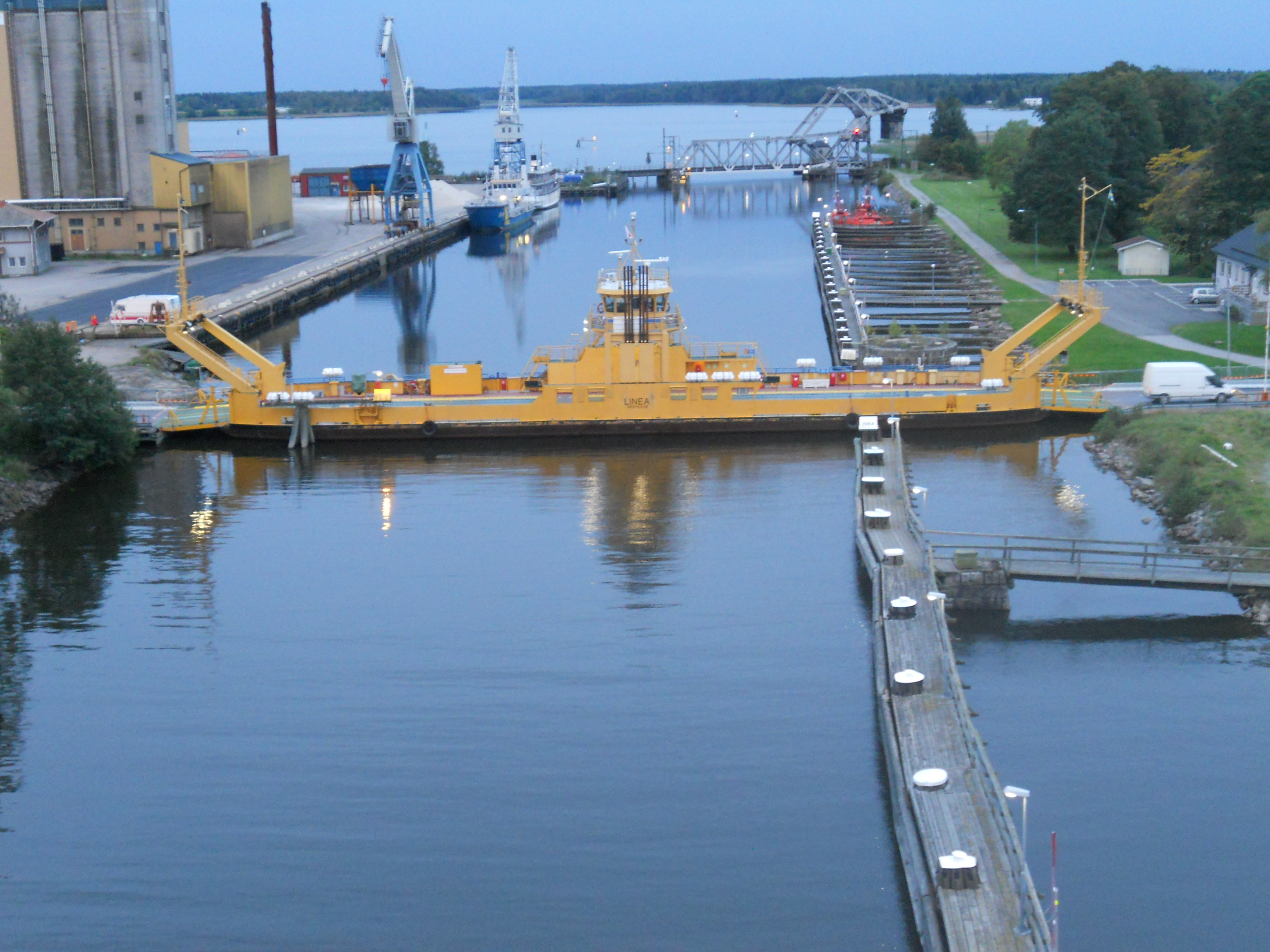
Linea som tillfällig bro över Göta älv i Vänersborg, augusti och september 2011